# Сан Мартино ин Страда
Сан Мартѝно ин Стра̀да (на италиански: San Martino in Strada, на западноломбардски: San Martin, Сан Мартин) е малко градче и община в Северна Италия, провинция Лоди, регион Ломбардия. Разположено е на 73 m надморска височина. Населението на общината е 3633 души (към 2012 г.).